# Островенко, Евгений Дмитриевич
Евге́ний Дми́триевич Острове́нко (род. 12 августа 1940) — советский и российский дипломат. Чрезвычайный и полномочный посол.

## Биография
Окончил МГИМО МИД СССР (1963) и Дипломатическую академию МИД СССР. Кандидат исторических наук.
- В 1980—1985 годах — советник-посланник посольства СССР в Иране.
- С 30 июня 1989 по 17 июня 1991 года — чрезвычайный и полномочный посол СССР в Гане[2].
- В 1991—1992 годах — начальник Управления стран Среднего Востока МИД РФ.
- С 24 января по 31 декабря 1992 года — чрезвычайный и полномочный посол Российской Федерации в Афганистане[3][4].
- С 31 декабря 1992 по 9 октября 1997 года — чрезвычайный и полномочный посол Российской Федерации в Румынии[5][6].
- В 1997—1999 годах — заместитель директора Второго Департамента Азии МИД РФ.
- В 1999—2001 годах — посол по особым поручениям.
- С 29 января 2001 по 9 ноября 2004 года — чрезвычайный и полномочный посол Российской Федерации в Королевстве Таиланд и постоянный представитель РФ при Экономической и социальной комиссии ООН для Азии и Тихого океана (ЭСКАТО) по совместительству[7][8].

Сын Владимир — российский государственный деятель, заместитель руководителя Администрации президента РФ (с 2016), действительный государственный советник РФ 1 класса.